# 異世紀機器人大戰：R
《異世紀機器人大戰：R》（簡稱A.C.E: R）是PlayStation 3（PS3）用遊戲。是將不同的機器人動畫（其中包括漫畫、遊戲）作品變成跨界作品的動作冒險遊戲——《異世紀機器人大戰系列》（A.C.E.）的第四作。也是系列作中初次為十二歲以上才能遊玩的作品。

## 概要
為操控真實比例的巨大機器人，通過各種任務的高速機器人動作遊戲。也是繼出在PlayStation 2、2007年9月發售的《異世紀機器人大戰3 THE FINAL》完結後，A.C.E.系列闊別三年的新作。不但是A.C.E.系列第一個PlayStation3用遊戲，就連故事和遊戲也都全面更新。名稱中的「R」意指Rebirth／重生，而且以成為本作的主題曲名。
開發工作依然和前作一樣由開發「機戰傭兵」的FromSoftware負責。企畫和劇本則由製作過許多機器人跨界作品劇本的「超級機器人大戰」的製作人員（SR製作小隊）負責。發行商則由前作的萬普變成南夢宮萬代，這是由於2008年萬普被南夢萬代吸收成為子公司所致。不過品牌和以前一樣都是標記成萬普。
宣傳詞為「切開異界吧! 王牌之翼」。
都目前為止都有登場的作品包括《機動戰士Z鋼彈》、《機動戰士鋼彈 逆襲的夏亞》、《極限戰士》，系列作初登場作品則有《超時空世紀》、《機動戰士海盜鋼彈》、《驚爆危機》、《Code Geass反叛的魯路修》、《創聖機械天使》、《Macross Zero》、《Macross F》、《超級機器人大戰OG》、《機動戰士鋼彈SEED DESTINY》、《機戰傭兵》等9部作品占據大部分的登場機體數。總計有十三部作品登場。基本上都有收錄原作的故事劇情，例外只有《逆襲的夏亞》、《機戰傭兵》的機體（ν鋼彈、九號球Seraph）登場。
本作作為初版生產的特典，是能在遊戲的序盤中使用「Ζ鋼彈3号機」的使用碼。不過這台機體只要滿足一定條件的話，也能在後面得到。

## 故事大綱
採根狀架構。在各自作品的平行世界中展開多重序章。隨著謎之黑色球體突然出現並且將人們及機體吸收進去，被吸收進去的人們與機體都出現在同一星球上逐漸合流。他們與謎之少女歐達姆·馮相遇、並且跟著知道這裡被稱作艾利亞星球（惑星エリア、惑星AREA），而歐達姆自己也因為失去一部分的記憶，所以也不知道為何會發生空間轉移的事情。
他們超越彼此間世界的隔離而合作，持續進行著尋找回到原來世界的的方法的旅行。在旅行，他們不斷與叫作「四季」的謎之勢力互相戰鬥並且也因此越來越接近隱藏在艾利亞星球的謎題。

## 舞台
世界設定以及劇本都與前作不同。序盤是在與原作一樣的世界展開，然後會被移轉到異世界的地球型星球「艾利亞」中。艾利亞星球擁有大氣、水（海），以及高層大廈林立的市街地及廢墟等地點存在。然後也會在宇宙中進行戰鬥。

## 登場機體與作品
★標誌是系列作初登場作品。
☆標誌是在本作中復活的作品。
只記載可由玩家操控的機體（☆是EX任務限定機体）。雖然各機體都有固定的的駕駛。不過本作中，宇宙世紀系的鋼彈作品和《創聖機械天使》可以交換駕駛。
★超時空世紀
- Orguss（桂木桂）
- Orguss II（歐森·D·韋恩）
- Nikick（雅典娜·韓德森）

☆機動戰士Z鋼彈
- Ζ鋼彈（卡密兒·維丹）
- 百式（克瓦特羅·巴吉納）
- （阿姆羅·雷）
- Ζ鋼彈3号機（阿姆羅·雷）※來自《鋼彈新体驗 GREEN DIVERS》[6]。

機動戰士鋼彈 逆襲的夏亞
- ν鋼彈（阿姆羅·雷）
- Hi-ν鋼彈（阿姆羅·雷）※來自《CCA-MSV》小説版。

★機動戰士海盜鋼彈
- 海盜鋼彈X1（金格度·那烏）
- 海盜鋼彈X1改（金格度·那烏）
- 海盜鋼彈X3（托比亞·亞羅納克斯）
- 海盜鋼彈X1全覆式披風（托比亞·亞羅納克斯）※來自《機動戰士海盜GUNDAM 鋼鐵之七人》。

★機動戰士鋼彈SEED DESTINY
- 命運鋼彈（真·飛鳥）
- 攻擊自由鋼彈（煌·大和）
- 無限正義鋼彈（阿斯蘭·薩拉）

極限戰士
- 帝皇基拿（基拿·辛格）
- 多米涅達（仙茜亞·里因）
- XAN-斬-（基拿·辛格[7]）

★驚爆危機
- ARX-7 Arbalest（相良宗介）
- M9 Gernsback（毛機）（梅麗莎·毛）
- M9 Gernsback（克魯茲機）（克魯茲·威巴）
- M9 Gernsback（宗介機）（相良宗介）
- 蹦太君※來自《驚爆危機？校園篇》[8]。

★Code Geass反叛的魯路修 R2、Code Geass反叛的魯路修
- Z-01 蘭斯洛特（樞木朱雀）
- Z-01/A 蘭斯洛特·Air Cavalry（樞木朱雀）
- Z-01/D 蘭斯洛特·征服者（樞木朱雀）
- Z-01/Z 蘭斯洛特·阿爾比昂（樞木朱雀）
- Type-0/0A 蜃氣樓（ZERO）
- Type-02 紅蓮貳式（紅月卡蓮）
- Type-02 紅蓮貳式甲壹型腕裝備 （紅月卡蓮）☆
- Type-02/F1A 紅蓮可翔式（紅月卡蓮）
- Type-02/F1Z 紅蓮聖天八極式（紅月卡蓮）
- Type-05S 曉 直參式樣（C.C.專用機）（C.C.）
- Z-01/A 蘭斯洛特·Frontier（C.C.）

★創聖機械天使
- 太陽機械天使（阿波羅）
- 火星機械天使（希烏斯·多·艾利西亞）
- 月亮機械天使（西薇亞·多·艾利西亞）
- 太陽戰機（阿波羅）
- 火星戰機（希烏斯·多·艾利西亞）
- 月亮戰機（西薇亞·多·艾利西亞）

★Macross Zero
- VF-0鳳凰[11]（工藤真）／鬼魂裝備型 ※鬼魂裝備只能在EX任務使用
- VF-0S 鳳凰（工藤真[12]）

★Macross F
- VF-25彌賽亞（早乙女有人）／超級背包裝備／裝甲背包裝備
- VF-25S 彌賽亞（奧茲馬·李）／超級背包裝備／裝甲背包裝備
- VF-25G 彌賽亞（米海爾·布朗）／超級背包裝備
- RVF-25 彌賽亞（盧卡·安傑洛）／超級背包裝備
- 卡忒蘭·蕾雅（格蘭·葛蘭）
- 卡忒蘭·蕾雅重裝甲型（格蘭·葛蘭）
- VB-6 怪獸君王（卡納莉亞）
- Macross Quarter☆

★超級機器人大戰OG
- 賽巴斯塔（安藤正樹）
- PTX-003-SP1 古鐵巨人（南部響介）
- ART-1（伊達隆聖）

機戰傭兵 競技場之王、機戰傭兵2 AA
- 九號球☆

## 原創機体及原創角色

### 原創機体
阿爾法特
本作原創機體，能從包含方舟·阿爾法的主要引擎套件分離開來的人型機動兵器。在各處都刻有三角型的標誌。右腕持有武器，能對應狀況來切換成近戰或遠距離攻擊。
標準形態
阿爾法特初期形態、機體色是黃白色。只有最低限度的武裝。
重裝甲形態
從標準形態切換過來、機體色是紅黑色。防禦力增強，但沒有射擊武器。
重武裝形態
從重裝甲形態切換過來、機體色變成橘色。並且只有射擊武器。
高性能形態
從高性能形態切換過來的最終型態，機體色變成黃色。另外全部性能上升，還可以使用方舟·阿爾法的援護攻擊。
方舟·阿爾法（Ark Alpha）
阿爾法特的母艦。機體色是黃白色。裝載有單人管理系統，可由歐達姆一人操控。

### 原創角色
歐達姆·馮（Autumn FOUR，声：澤城美雪）
本作主角。指揮方舟·阿爾法及兼任阿爾法特駕駛員的謎之少女。擁有藍色短髮。因為失去記憶而幫助被移轉到艾利亞星球的鋼彈小隊及スカル小隊。
溫特·汪（Winter.ONE，声：置鮎龍太郎）
「四季」的領袖（冬）。擁有藍髮的青年。居住在ACE系統中樞的管理者。自封為艾利亞星球的支配者，把方舟·阿爾法小隊視為目標。
史普林·汪（Spring.ONE，声：沖佳苗）
「四季」之一人（春）。擁有粉紅色頭髮而且看來天真無邪的少女。負責守護大海區域。打從心裡仰慕溫特·汪。
桑姆·汪（Summer.ONE，声：小山剛志）
「四季」之一人（夏）。有了藍髮紅眼的肉体派戰士。負責守護地上區域。以戰鬥來思考自己生存的意義。
歐達姆·汪（Autumn.ONE，声：小松由佳）
「四季」之一人（秋）。擁有紅髮的女性。負責守護空中區域。強烈仇恨複製自己的歐達姆·馮。
四季博士（声：銀河万丈）
創造四季的人。仿生人權威。序盤即傳出死訊……

## 音樂

### 主題曲
「Re:birth」
作詞、作曲、編曲：林保徳 歌：Acid Black Cherry
本作中、隨著場景而會使用原作的音樂。另外也能選擇BGM。
- （《極限戰士》片頭曲）
- SALLY（《機動戰士鋼彈 逆襲的夏亞》），阿寶尼爾駕駛v高達由勒佳林號戰艦出擊音樂
- （《機動戰士鋼彈SEED DESTINY》初代片頭曲）
- （《機動戰士鋼彈SEED DESTINY》第三期片頭曲）
- （《機動戰士海盜鋼彈[13]》）
- （《機動戰士海盜鋼彈》）
- （《機動戰士Z鋼彈 A New Translation》）
- Elegant Force（《Code Geass反叛的魯路修 R2》）
- （《Code Geass反叛的魯路修 R2》前期片頭曲）
- Privious Notice（《Code Geass反叛的魯路修 R2》）
- （《創聖機械天使》前期片頭曲）
- Go Tight!（《創聖機械天使》後期片頭曲）
- （《創聖機械天使》）
- （《創聖機械天使》）
- （《超時空世紀》片頭曲）
- tomorrow（《驚爆危機》片頭曲）
- （《驚爆危機》）
- （《驚爆危機》）
- VF-Zero（《Macross Zero》）
- （《Macross Zero》）
- （《Macross F》）
- What 'bout my Star?（《Macross F》）
- 星間飛行（《Macross F》）
- （《Macross F》後期片尾曲）
- （《Macross F》）
- （《Macross F》）
- EVERYWHERE YOU GO（《超級機器人大戰OG》）
- （《超級機器人大戰OG》）
- （《超級機器人大戰OG》）

### BGM強化
本作中，擁有能夠將存放在PlayStation3主機內的音樂加以播放的功能。在任務開始的「BATTLE SETTING」中，可以從EDIT BGM選擇CUSTOM，而能夠選擇主機內的音樂作為BGM。

### 九號球专用的BGM
已被記錄在本作中的《9（Alternative）》，BGM的九號球的歌。 它是在裝甲核心配置版本的歌曲《9》的。不能用於BGM選擇，它可以被聽到僅在某些情況。

## 遊戲系統
在任務中能選擇駕駛機體（可操作的機体）。除了駕駛機體外，也能另外選擇兩台輔助機體（僚機）出擊。
遊玩畫面中，會在畫面右上角出現雷達地圖，我機會在中央，敵機則以紅點表示。畫面左下角則有HP值、血條下還有狀態條。畫面右下角則有可使用武器。與前作不同的是、以武器形狀作為圖示來表示。
交換駕駛
本作導入的新系統。以往的系列作都是機體與駕駛都固定著，本作中則能夠交換駕駛員。但是能夠交換的機体會受到作品設定的限制。例如百式除克瓦特羅·巴吉納外，只有卡密兒·維丹、阿姆羅·雷及金格度·那烏等宇宙世紀作品的鋼彈駕駛才能操控，另外如果是機械天使，會因為不同的駕駛而有不同的武器。
作品選擇
以往的A.C.E.系列作都是順著故事模式，讓機体與駕駛一個個依序加入，本作中則改成可從參加本作的11個作品（除了《A.C.E.原創機體》、《機戰傭兵》、《逆襲的夏亞》）中選擇一個作品出戰，各作品都是從第1話開始。雖然大部分也都依其原作故事進行任務，但只有《SEED DESTINY》是以原作結束後，《OG》是以《OG外傳》結束後的事件開始。另外沒有選擇的作品機體，會在比較早的階段與操控機體會合。
變形
Z鋼彈及VF-0等機體擁有變形機能，可以透過右搖桿而變身成各形態。例如，機械天使在3台Vector Machine戰機出擊時，可以變身成太陽、月亮、火星各形態。以下則是Orguss變身方式。
- 右搖桿往上・・・Orguss・（人型形態）
- 右搖桿往左・・・Orguss・（鳥人形態）
- 右搖桿往右・・・Orguss・（戦車形態）
- 右搖桿往下・・・Orguss・（飛行形態）

氣力(Tension)系統
以往的系列作，都以消費多少殘彈数來使用武器。本作中各種武器理論上可無限使用。但除了格鬥攻擊與通常射擊，都得消耗Tension。而在武器圖示的右側會以「2」、「5」等數字表示耗量。所以當Tension不足時，武器圖示會變暗而無法使用。因此狀態的增加方法，會隨著不同駕駛而有4個種類。
- 擊破增加型・・・攻擊敵人與敵人被擊破時能增加狀態。
- HP擊破增加型・・・除上述條件外，在自機的HP低落時效率提升。
- 時間增加型・・・隨著時間經過自行增加狀態。
- HP時間增加型・・・除上述條件外，在自機的HP低落時效率提升。

支援攻擊
在有僚機（輔助機體）出擊時，能夠進行支援攻擊。按L1可以將武器圖示切換成支援攻擊，並且持續按住對應的按鈕就能發動。進行支援攻擊會消耗一定的HP，所以在HP低落到一定程度時，會無法進行支援攻擊。另外會因為不同機體而有不同的支援方式。不過以Vector Machine3台戰機出擊並且當合體成機械天使時，會無法使用支援攻擊。
追逐模式
會隨著任務任務而變成飛行形態來追擊敵人，並且在追擊敵人時，會進入高速移動的「追逐模式」。在這個模式中，移動和視角都會改變成自動操控，玩家只要專注於攻擊或回避即可。同時也無法進行武器切換或變形。
動作感應機能
本作中，能對應PlayStation3的手把（例如有六軸感應的DUALSHOCK3）中的動作感應（能感覺到其傾斜）機能。利用這個機能，可以傾斜手把來操作機體。因此在Option的控制選項的飛行模式中，能設定成動作感應系統而使用這個機能。

## 備註
1. ↑  《Ζ鋼彈》也包括劇場版的声優及一部分機體的設定（但故事以電視版為準）。
2. ↑  遊戲發表的當初並未公佈，直到第二部PV時才登場。因為第1作《異世紀機器人大戰》中有出現量產型亡靈Mk-II，因此嚴格來說並非是首次登場。但《A.C.E.》中，沒有《OG系列》的人物、故事出現，只有機體登場。
3. ↑  《OG系列》，在本作則是首次以《超級機器人大戰OG》名義參加，本作的操控機則只有一台ART-1，不過嚴格來講並非來自GBA版《超級機器人大戰OG》，而是從同作的重製版《超級機器人大戰OG ORIGINAL GENERATIONS》的「OG2.5」劇本登場。
4. ↑  發售前的情報並沒有公開有《機戰傭兵》登場的情報、遊戲中則是有《機戰傭兵 競技場之王》、《機戰傭兵2 AA》中出現的九號球。
5. ↑  九號球Seraph在原典中與專用BGM一起登場，遊戲中則變成受到原創敵方角色命令而襲擊玩家。
6. ↑  《GREEN DIVERS》中並沒有公佈駕駛的本名，但本作中變成阿姆羅。
7. ↑  原作未登場過的機体。在電擊HOBBY10周年記念企畫中登場。另外這台機體在《超級機器人大戰Z 特別版》中也登場過。
8. ↑  本來是隱藏機体，版權標記為《驚爆危機？校園篇》製作委員會，但由於寺田認為「這台機體的存在已經曝光」，所以在第二部PV中先加以公開。
9. ↑  本作中，從《Code Geass反叛的魯路修》登場的機体也在《Code Geass反叛的魯路修R2》登場。
10. ↑  本作中，只能以Vector Machine狀態出擊，所以太陽、月亮、火星三台戰機不同時出動的話就無法合體成機械天使，因此只能說近乎於單機出擊。
11. ↑  原作中，只能在大氣層內活動。劇中因為換裝成與彌賽亞一樣規格的熱核融合引擎，而可以在大氣層外戰鬥。
12. ↑  原作中他不是駕駛，這台本來是洛伊福克的機體。
13. ↑  出處為《SD鋼彈G世代 F》

## 外部連結
- 《異世紀機器人大戰：R》官網